# Eleições legislativas portuguesas de 1976 no distrito de Viana do Castelo
| Eleições legislativas portuguesas de 1976 Distritos: Aveiro \| Beja \| Braga \| Bragança \| Castelo Branco \| Coimbra \| Évora \| Faro \| Guarda \| Leiria \| Lisboa \| Portalegre \| Porto \| Santarém \| Setúbal \| Viana do Castelo \| Vila Real \| Viseu \| Açores \| Madeira \| Estrangeiro |

## Resultados por Concelho
Os resultados nos concelhos do Distrito de Viana do Castelo foram os seguintes:

### Arcos de Valdevez
| Partido                 | Partido                     | Votos  | %               |
| ----------------------- | --------------------------- | ------ | --------------- |
|                         | Partido Popular Democrático | 6 697  | 46,59 / 100,00  |
|                         | Partido Socialista          | 3 211  | 22,34 / 100,00  |
|                         | Centro Democrático e Social | 2 081  | 14,48 / 100,00  |
|                         | Partido Comunista Português | 467    | 3,25 / 100,00   |
|                         | Outros                      | 661    | 4,58 / 100,00   |
| Votos Inválidos         | Votos Inválidos             | 1 257  | 8,74 / 100,00   |
| Total                   | Total                       | 14 374 | 100,00 / 100,00 |
| Eleitorado/Participação | Eleitorado/Participação     | 20 825 | 69,02 / 100,00  |

### Caminha
| Partido                 | Partido                     | Votos  | %               |
| ----------------------- | --------------------------- | ------ | --------------- |
|                         | Partido Socialista          | 3 578  | 40,88 / 100,00  |
|                         | Partido Popular Democrático | 2 047  | 23,39 / 100,00  |
|                         | Centro Democrático e Social | 1 302  | 14,87 / 100,00  |
|                         | Partido Comunista Português | 689    | 7,87 / 100,00   |
|                         | União Democrática Popular   | 127    | 1,45 / 100,00   |
|                         | Frente Socialista Popular   | 96     | 1,10 / 100,00   |
|                         | Outros                      | 330    | 3,77 / 100,00   |
| Votos Inválidos         | Votos Inválidos             | 584    | 6,68 / 100,00   |
| Total                   | Total                       | 8 753  | 100,00 / 100,00 |
| Eleitorado/Participação | Eleitorado/Participação     | 10 557 | 82,91 / 100,00  |

### Melgaço
| Partido                 | Partido                      | Votos | %               |
| ----------------------- | ---------------------------- | ----- | --------------- |
|                         | Partido Popular Democrático  | 2 161 | 32,82 / 100,00  |
|                         | Partido Socialista           | 2 121 | 32,21 / 100,00  |
|                         | Centro Democrático e Social  | 1 229 | 18,67 / 100,00  |
|                         | Partido Comunista Português  | 188   | 2,86 / 100,00   |
|                         | Frente Socialista Popular    | 85    | 1,29 / 100,00   |
|                         | Partido da Democracia Cristã | 73    | 1,11 / 100,00   |
|                         | Outros                       | 211   | 3,20 / 100,00   |
| Votos Inválidos         | Votos Inválidos              | 516   | 7,84 / 100,00   |
| Total                   | Total                        | 6 584 | 100,00 / 100,00 |
| Eleitorado/Participação | Eleitorado/Participação      | 9 140 | 72,04 / 100,00  |

### Monção
| Partido                 | Partido                      | Votos  | %               |
| ----------------------- | ---------------------------- | ------ | --------------- |
|                         | Centro Democrático e Social  | 3 594  | 30,30 / 100,00  |
|                         | Partido Popular Democrático  | 3 380  | 28,49 / 100,00  |
|                         | Partido Socialista           | 3 115  | 26,26 / 100,00  |
|                         | Partido Comunista Português  | 292    | 2,46 / 100,00   |
|                         | Partido da Democracia Cristã | 246    | 2,07 / 100,00   |
|                         | Outros                       | 449    | 3,78 / 100,00   |
| Votos Inválidos         | Votos Inválidos              | 786    | 6,62 / 100,00   |
| Total                   | Total                        | 11 862 | 100,00 / 100,00 |
| Eleitorado/Participação | Eleitorado/Participação      | 16 158 | 73,41 / 100,00  |

### Paredes de Coura
| Partido                 | Partido                      | Votos | %               |
| ----------------------- | ---------------------------- | ----- | --------------- |
|                         | Partido Popular Democrático  | 1 953 | 37,52 / 100,00  |
|                         | Partido Socialista           | 1 403 | 26,95 / 100,00  |
|                         | Centro Democrático e Social  | 980   | 18,83 / 100,00  |
|                         | Partido Comunista Português  | 133   | 2,56 / 100,00   |
|                         | Frente Socialista Popular    | 84    | 1,61 / 100,00   |
|                         | Partido Popular Monárquico   | 78    | 1,50 / 100,00   |
|                         | Partido da Democracia Cristã | 52    | 1,00 / 100,00   |
|                         | Outros                       | 184   | 3,53 / 100,00   |
| Votos Inválidos         | Votos Inválidos              | 338   | 6,49 / 100,00   |
| Total                   | Total                        | 5 205 | 100,00 / 100,00 |
| Eleitorado/Participação | Eleitorado/Participação      | 7 811 | 66,64 / 100,00  |

### Ponte da Barca
| Partido                 | Partido                     | Votos | %               |
| ----------------------- | --------------------------- | ----- | --------------- |
|                         | Partido Popular Democrático | 3 140 | 44,85 / 100,00  |
|                         | Centro Democrático e Social | 1 589 | 22,70 / 100,00  |
|                         | Partido Socialista          | 1 575 | 22,50 / 100,00  |
|                         | Partido Comunista Português | 113   | 1,61 / 100,00   |
|                         | Outros                      | 293   | 4,19 / 100,00   |
| Votos Inválidos         | Votos Inválidos             | 291   | 4,16 / 100,00   |
| Total                   | Total                       | 7 001 | 100,00 / 100,00 |
| Eleitorado/Participação | Eleitorado/Participação     | 8 822 | 79,36 / 100,00  |

### Ponte de Lima
| Partido                 | Partido                     | Votos  | %               |
| ----------------------- | --------------------------- | ------ | --------------- |
|                         | Centro Democrático e Social | 8 577  | 38,79 / 100,00  |
|                         | Partido Popular Democrático | 7 706  | 34,85 / 100,00  |
|                         | Partido Socialista          | 2 805  | 12,69 / 100,00  |
|                         | Partido Comunista Português | 793    | 3,59 / 100,00   |
|                         | Partido Popular Monárquico  | 223    | 1,01 / 100,00   |
|                         | Outros                      | 716    | 3,23 / 100,00   |
| Votos Inválidos         | Votos Inválidos             | 1 289  | 5,83 / 100,00   |
| Total                   | Total                       | 22 109 | 100,00 / 100,00 |
| Eleitorado/Participação | Eleitorado/Participação     | 25 965 | 85,15 / 100,00  |

### Valença
| Partido                 | Partido                     | Votos | %               |
| ----------------------- | --------------------------- | ----- | --------------- |
|                         | Partido Popular Democrático | 2 640 | 34,73 / 100,00  |
|                         | Partido Socialista          | 2 472 | 32,52 / 100,00  |
|                         | Centro Democrático e Social | 1 451 | 19,09 / 100,00  |
|                         | Partido Comunista Português | 220   | 2,89 / 100,00   |
|                         | Outros                      | 328   | 4,32 / 100,00   |
| Votos Inválidos         | Votos Inválidos             | 490   | 6,45 / 100,00   |
| Total                   | Total                       | 7 601 | 100,00 / 100,00 |
| Eleitorado/Participação | Eleitorado/Participação     | 9 646 | 78,80 / 100,00  |

### Viana do Castelo
| Partido                 | Partido                     | Votos  | %               |
| ----------------------- | --------------------------- | ------ | --------------- |
|                         | Partido Socialista          | 11 582 | 27,81 / 100,00  |
|                         | Partido Popular Democrático | 11 261 | 27,04 / 100,00  |
|                         | Centro Democrático e Social | 8 705  | 20,90 / 100,00  |
|                         | Partido Comunista Português | 5 462  | 13,11 / 100,00  |
|                         | União Democrática Popular   | 628    | 1,51 / 100,00   |
|                         | Frente Socialista Popular   | 530    | 1,27 / 100,00   |
|                         | Outros                      | 1 427  | 3,43 / 100,00   |
| Votos Inválidos         | Votos Inválidos             | 2 052  | 4,93 / 100,00   |
| Total                   | Total                       | 41 647 | 100,00 / 100,00 |
| Eleitorado/Participação | Eleitorado/Participação     | 49 509 | 84,12 / 100,00  |

### Vila Nova de Cerveira
| Partido                 | Partido                     | Votos | %               |
| ----------------------- | --------------------------- | ----- | --------------- |
|                         | Partido Popular Democrático | 1 542 | 32,22 / 100,00  |
|                         | Partido Socialista          | 1 424 | 29,75 / 100,00  |
|                         | Centro Democrático e Social | 973   | 20,33 / 100,00  |
|                         | Partido Comunista Português | 255   | 5,33 / 100,00   |
|                         | Frente Socialista Popular   | 56    | 1,17 / 100,00   |
|                         | Outros                      | 259   | 5,41 / 100,00   |
| Votos Inválidos         | Votos Inválidos             | 277   | 5,78 / 100,00   |
| Total                   | Total                       | 4 786 | 100,00 / 100,00 |
| Eleitorado/Participação | Eleitorado/Participação     | 6 207 | 77,11 / 100,00  |